# Јасмина Тутуновић-Трифунов
Јасмина Тутуновић-Трифунов (Чачак, 4. јул 1974) српска је историчарка, специјализована за историју XX века, као и положај и страдање цивилног становништва, првенствено деце, у ратним сукобима.
Дипломирала је на катедри за историју Југославије на Филозофском факултету у Београду. Од септембра 2008. године, ради у Музеју жртава геноцида као кустос-историчар.